# إسبن هوف
إسبن هوف (بالنرويجية البوكمول: Espen Hoff)‏ هو لاعب كرة قدم نرويجي، ولد في 20 نوفمبر 1981 في لارفيك في النرويج. شارك مع Norway national under-15 association football team ‏ ومنتخب النرويج تحت 21 سنة لكرة القدم ومنتخب النرويج لكرة القدم. أما مع النوادي، فقد لعب مع نادي أود ونادي ستابك ونادي ستارت ونادي لين.

## وصلات خارجية
- إسبن هوف على موقع اتحاد النرويج (النرويجية)
- إسبن هوف على موقع قاعدة بيانات كرة القدم.إي يو (الإنجليزية)
- إسبن هوف على موقع ناشيونال فوتبول تيمز (الإنجليزية)
- إسبن هوف على موقع Soccerway.com (الإنجليزية)
- إسبن هوف على موقع عالم كرة القدم.نت (الإنجليزية)